# BBC Micro:bit
BBC micro:bit（コンピュータ名はmicro:bitと表記され、財団名は Micro:bit Educational Foundationと表記される）は、2015年に英国放送協会（BBC）によって設計された低消費電力、低コストのシングルボードコンピュータ。1980年代に情報教育のために開発したBBC Microが英国の各学校で使用されたように、英国の11歳と12歳の小学生全員に配布されるよう開発された。日本では互換機が先行して発売されその後2017年8月に正規版が発売された。
2020年10月13日には micro:bit v2にバージョンアップし、CPUが強化されスピーカーやマイクなどが追加となった。日本での発売は2020年11月25日。

## 開発の経緯
英国放送協会によるMake it Digitalキャンペーンの一環として11歳と12歳の小学生に無料配布され、技術的な仕様も、将来、非営利団体が生産できるようにオープンソース化される。

## 仕様
外部のハードウェアをワニ口クリップやバナナプラグを使って接続するための3つのI/O「リング」が備えられる。GNDと+3Vの電源「リング」から電源に接続でき、20ピンのエッジコネクターがあり、I/Oリングの3つのピンを使うだけでは得られない、ARMの高度な機能も引き出せる。
micro:bitには国内の技術基準適合証明(技適)の認証を受けていないBluetooth Low Energy（BLE）による通信機能が搭載されていて、電源を入れるだけで電波が発射される。
日本市場向けに "BBC micro:bit Telec version" として工事設計認証の証書を同封したものも発売されている。ハードウェアはTelec version と書かれていないものと同一設計の製品であるが、製造元において、認証を受けた工事設計通りに製造され電波法規に則った生産品であることの保証義務および、生産品の検査記録作成と記録の保管義務がある。したがって "Telec version" でなくかつ、証書と一体でないものは日本国内で使用不可である。
V2.0やV2.21は技適の認証を受けており通常販売されている。
- CPU
  - ARM Cortex-M0[1]
- プログラミング言語 - Microsoft Block Editor、Microsoft Touch Develop、Python、JavaScript
- 外部接続 - Bluetooth Low Energy（BLE）、USB
- 入出力端子 - 3つのI/Oリング、20ピンのエッジコネクター
- その他 - 25個の赤色LED、2個のボタン、加速度センサー、磁力センサー

| micro:bit    | V1.5                          | V2                             |
| ------------ | ----------------------------- | ------------------------------ |
| プロセッサー | Nordic nRF51822 ARM Cortex-M0 | Nordic nRF52833 ARM Cortex-M4F |
| Flash ROM    | 256kB                         | 512kB                          |
| RAM          | 16kB                          | 125kB                          |
| マイク       | なし                          | あり                           |
| スピーカー   | なし                          | あり                           |

なお、世界的な半導体不足のため2022年4月からインターフェースプロセッサが変更されたV2.2と技適に対応したV2.21が生産されている。インターフェースプロセッサのファームウェアは通常はユーザーが書き換える必要はほぼなく、ユーザーがアプリを作成するときもV2と同様の使い方ができる。

## 開発環境
開発環境はユーザーの学習進度に応じて4種類用意されていて段階的にプログラミングを学習できる。全ての開発環境がウェブブラウザ上で動作するので環境構築は不要。完成したプログラムをUSB経由でmicro:bitに書き込む。
- Microsoft Block Editor - ブロックを組み合わせてプログラミングができる。
- Microsoft Touch Develop - Microsoft Block Editorで作成したプログラムはテキストベースのプログラムに変換できる。
- Python
- JavaScript

## 開発・ブレークアウトボード
| ベンダー     | 名称               | 説明                                                         |
| ------------ | ------------------ | ------------------------------------------------------------ |
| Adafruit     | ADA-3695           | エッジコネクタピッチ変換基板                                 |
| 秋月電子通商 | AE-MBIT-BREAKOUT-V | ブレイクアウトボードキット                                   |
| 秋月電子通商 | AE-MBIT-PWR2032    | CR2032電源基板モジュール                                     |
| KEYSTUDIO    | KS3060             | センサー拡張ボード                                           |
| KEYSTUDIO    | KS4033             | 4つのDCブラシモーターが制御可能なモータードライバ            |
| KITRONIK     | KITRONIK-5601B     | エッジコネクタピッチ変換基板                                 |
| KITRONIK     | KITRONIK-5623      | 3サーボドライバ                                              |
| KITRONIK     | KITRONIK-5655      | Klip モータードライバ                                        |
| KITRONIK     | KITRONIK-5694      | 16サーボドライバ                                             |
| KITRONIK     | KITRONIK-5698      | 小型モータードライバ                                         |
| Pimoroni     | PIMORONI-PIM353    | 119個のLEDを搭載したディスプレイモジュール                   |
| Pimoroni     | PIMORONI-PIM355    | 温湿度、気圧、色、明るさセンサを搭載したセンシングモジュール |
| Pimoroni     | PIMORONI-PIM356    | 小型スピーカー搭載拡張モジュール                             |
| Pimoroni     | PIMORONI-PIM371    | 24 Vまでの入出力に対応するmicro:bit用制御モジュール          |
| Pimoroni     | PIMORONI-PIM401    | 六つのタッチパッドと白色LEDを備えた拡張基板                  |
| Pimoroni     | PIMORONI-PIM457    | エッジコネクタとピンヘッダが搭載された拡張基板               |
| Pimoroni     | PIMORONI-PIM537    | 電子ペーパーを搭載した拡張基板                               |
| Seeed        | SEEED-103100063    | GROVEベースボード                                            |
| Seeed        | SEEED-114992653    | GROVEコネクタ、JST2.0バッテリーコネクタを備えた拡張ボード    |

## 国内正規販売店
- イフティニー株式会社（iftiny）
- ケニス株式会社（Kenis）
- 株式会社スイッチサイエンス（Switch Science）

## その他
スイッチサイエンスから販売されるmicro:bitと互換性を有し、同じ開発環境やソースコードを利用できるchibi:bitは国内の技術基準適合証明(技適)の認証を受けているBluetooth Low Energy（BLE）による通信機能が搭載されている。なお、2017年8月5日より技適の認証を受けたmicro:bitが日本国内でも販売開始になったため、その後chibi:bitの製造は終了している。